# Bohemians Prag 1905
Bohemians Praha 1905, im deutschsprachigen Raum bekannt als Bohemians Prag, ist ein tschechischer Fußballverein aus der Landeshauptstadt Prag.

## Vereinsgeschichte

Mannschaft des AFK Vršovice im Jahr 1906

1905 wurde im Prager Vorort Vršovice ein Sportklub namens AFK Vršovice gegründet. Von der Gründung an nahm der AFK Vršovice zunächst unregelmäßig an Wettbewerben des tschechischen Fußballverbandes teil.

### Australientournee 1927
Im Jahr 1927 unternahm der AFK Vršovice unter der Bezeichnung Bohemians (deutsch die Böhmen) eine ausgedehnte Tour nach Australien. Abfahrt war am 10. April 1927 aus dem Hafen von Neapel, zurück fuhr die Mannschaft am 4. Juli von Perth aus, Prag erreichte sie am 30. Juli 1927.
Ursprünglich hatte 1926 die tschechoslowakische Nationalmannschaft eine Einladung des australischen Verbandes bekommen, sagte aber wegen des großen Risikos einer solchen Reise ebenso ab wie Slavia Prag und Viktoria Žižkov. So stiegen am 7. April 1927 16 Spieler des AFK Vršovice in den Zug Richtung Neapel. Die beiden Torhüter waren dabei nur ausgeliehen: Antonín Kulda von Rapid Vinohrady und Šejbl von Bubenec. Der Stammtorwart Bělík musste seinen Armeedienst ableisten und wurde nicht freigestellt. Die 14 Feldspieler waren: Krejčí und Kašpar in der Abwehr, Hoffmann, Pinc und Průšek im Mittelfeld, Wimmer, Mašat, Knížek, Rubeš, Špic im Angriff sowie die Ersatzspieler Kučera, Hybš, Havlín sowie Eisner. Begleitet wurde die Mannschaft von zwei Funktionären: Reiseleiter Zdislav Prager und Sekretär Zdeněk Kalina.
Die Seefahrt begann am 10. April in Neapel, 23 Tage war die Mannschaft mit dem italienischen Dampfschiff Orsova unterwegs, ehe man mit Zwischenstopp in Port Said die Stadt Colombo auf Ceylon erreichte. Dort absolvierte man ein Spiel gegen eine britische Militärmannschaft, das die Bohemians nach 1:2-Rückstand mit 4:2 gewannen.
In Brisbane bekam die Mannschaft von der Regierung des Bundesstaates Queensland ein Kängurupaar überreicht, das für den tschechoslowakischen Staatspräsidenten Tomáš Garrigue Masaryk bestimmt war. Masaryk nahm die Tiere später nur symbolisch an und schenkte sie dem Zoo Prag.
Die Australientournee war für den Verein so identitätsstiftend, dass aus der pragmatischen Bezeichnung Bohemians der neue Vereinsname wurde und ein Känguru fortan das Vereinswappen zierte.
| Datum     | Ort             | Gegner                                             | Ergebnis | Anmerkungen       |
| 23. April | Colombo, Ceylon | Auswahl britischer Soldaten                        | 4:2      |                   |
| 5. Mai    | Perth           | Auswahl Westaustraliens                            | 11:3     | Perth Oval        |
| 7. Mai    | Perth           | Auswahl Westaustraliens                            | 6:4      | Cottesloe Oval    |
| 11. Mai   | Adelaide        | Auswahl Südaustraliens                             | 11:1     |                   |
| 14. Mai   | Adelaide        | Australische B-Nationalmannschaft                  | 2:1      |                   |
| 18. Mai   | Melbourne       | Auswahl des Bundesstaates Victoria                 | 1:0      |                   |
| 21. Mai   | Melbourne       | Australische B-Nationalmannschaft                  | 4:1      |                   |
| 25. Mai   | Wagga Wagga     | Auswahl der südlichen Bezirke von New South Wales  | 9:0      |                   |
| 28. Mai   | Sydney          | Auswahl des Bundesstaates New South Wales          | 4:5      | Showground        |
| 1. Juni   | Wollongong      | Auswahl der Region Illawarra                       | 2:1      | Woonona Ground    |
| 4. Juni   | Newcastle       | Auswahl der nördlichen Bezirke von New South Wales | 4:3      |                   |
| 6. Juni   | Sydney          | Australische Fußballnationalmannschaft             | 6:4      | Showground        |
| 8. Juni   | Maitland        | Auswahl der Städte Maitland und Cessnock           | 1:3      |                   |
| 11. Juni  | Brisbane        | Auswahl des Bundesstaates Queensland               | 2:3      | Exhibition Ground |
| 15. Juni  | Ipswich         | Queensland „Country“                               | 5:3      |                   |
| 18. Juni  | Brisbane        | Australische Fußballnationalmannschaft             | 5:5      | Exhibition Ground |
| 21. Juni  | Newcastle       | Auswahl der nördlichen Bezirke von New South Wales | 5:2      |                   |
| 22. Juni  | Sydney          | AC Metropolitan                                    | 5:3      |                   |
| 25. Juni  | Sydney          | Australische Fußballnationalmannschaft             | 4:4      |                   |
| 2. Juli   | Perth           | Auswahl Westaustraliens                            | 3:2      | Fremantle Oval    |

### Vor dem Zweiten Weltkrieg
Vor dem Zweiten Weltkrieg war der Klub zwischen 1925 und 1935 sowie zwischen 1940 und 1944 in der höchsten Spielklasse vertreten und gewann 1942 den mittelböhmischen Pokal. Nach dem Zweiten Weltkrieg gehörte Bohemians mit kleineren Unterbrechungen (1952 bis 1953, 1955 bis 1957, 1965/66, 1968/69, 1971 bis 1972) nahezu immer der 1. Liga an.

### Titelgewinn 1983

Logo des Klubs zum Zeitpunkt des Gewinns der Meisterschaft 1983

Den größten Erfolg feierte die in grün-weißen Trikots spielende Mannschaft 1983, als sie tschechoslowakischer Meister wurde. Trainer der Meistermannschaft war Tomáš Pospíchal. Ein Jahr zuvor hatte Bohemians den tschechischen Pokal gewonnen, war dann allerdings im Finale um den tschechoslowakischen Pokal im Elfmeterschießen an Slovan Bratislava gescheitert. Einige Jahre nach dem Titelgewinn konnte man sich im oberen Tabellendrittel halten, Ende der 1980er Jahre spielten die Kängurus bereits gegen den Abstieg, der in der Saison 1992/93 nicht mehr verhindert werden konnte.

### In Tschechien
In der neuen tschechischen Liga hatte Bohemians einen schweren Stand. Die Premierensaison 1993/94 beendete man auf Rang 14; Rang 15 im Folgejahr bedeutete den erneuten Abstieg. Nach nur einer Spielzeit waren die Grün-Weißen wieder zurück, aber Konsequenz des letzten Tabellenplatzes 1996/97 war der wiederholte Abstieg. Dieses Mal dauerte die Rückkehr zwei Jahre, aber in der Abschlusstabelle der Saison 1999/2000 sprang überraschenderweise Platz sieben heraus. Ein Jahr später war es Platz acht und 2002 gar ein vierter Rang. 2002/03 sollte für Bohemians ein schweres Jahr werden, an dessen Ende der Abstieg stand. In der 2. Liga 2003/04 wurde der anvisierte Wiederaufstieg nur knapp verfehlt; drei Punkte fehlten in der Endabrechnung.

### Insolvenz 2005
Im Winter 2004/05 wurde der Verein zahlungsunfähig. Vor Rückrundenbeginn wurde der FC Bohemians Prag aus der zweiten Liga ausgeschlossen und seine Vorrundenergebnisse wurden annulliert. Drei Millionen Kronen Strafe sollte der Verein für den Ausschluss zahlen, was gleichzeitig die Bedingung für ein Weiterspielen in der 3. Liga ab der Saison 2005/06 sein sollte. Bei Nichtbezahlen dieser Summe hätte der Verein in der untersten Liga Tschechiens spielen müssen. Der Verein stand im Frühjahr 2005 ohne Herrenmannschaft da.
Ein Insolvenzverwalter übernahm die Leitung des FC Bohemians und versuchte den Gläubigern ihr Geld zukommen zu lassen. Allerdings besaß der Verein zu diesem Zeitpunkt nahezu keinerlei Vermögenswerte mehr. In diesen Wochen verlieh der Gesamtverein TJ Bohemians Praha, aus dem sich der FC Bohemians Anfang der 1990er Jahre selbstständig gemacht hatte, die Bezeichnung Bohemians sowie das Wappen mit dem Känguru, beides befand sich in dessen Besitz, an den Drittligisten FC Střížkov Praha 9, der sich den Namen FC Bohemians Praha bei der zuständigen Behörde eintragen ließ.
Etwa zur selben Zeit entstand eine Faninitiative mit dem Namen Družstvo Fanoušků Bohemians (abgekürzt DFB, deutsch Vereinigung der Bohemians-Fans). Diese machte sich zum Ziel, den Verein zu retten und die Tradition des AFK Bohemians Vršovice fortzuführen. Innerhalb weniger Wochen sammelten die Fans untereinander eine für tschechische Verhältnisse große Summe von über drei Millionen Kronen. Dabei wurden auch Fans aus Australien, Großbritannien und Deutschland Mitglied der Fanvereinigung. Vertreter der Faninitiative drückten die Schulden in langwierigen Verhandlungen mit Gläubigern von anfangs 20 Millionen Kronen auf fast Null. Trotz dieses Erfolgs war den Fans klar, dass sie alleine nicht in der Lage waren, einen Klub in der 3. Liga am Leben zu erhalten. Ein Investor musste gefunden werden, um das Weiterleben des Traditionsklubs zu sichern. Mit der Aktiengesellschaft AFK Vršovice a.s. wurde dieser rechtzeitig gefunden. Der Hauptaktionär dieser Gesellschaft ist die britische Offshore-Gesellschaft New Europe Entrepreneurs Counsellors Company Limited mit knapp 90 % Aktienanteil, während die Fanvereinigung etwas mehr als 10 % der Aktien hält. Froh über den Einstieg eines scheinbar solventen und starken Investors gab es in der Fanvereinigung auch deutliche Kritik an der Tatsache, dass die wahren Eigentümer der New Europe Entrepreneurs Counsellors Company Limited verschleiert bleiben. So nahmen nicht wenige Fans eher ungewollt hin, dass ihr geliebter Verein irgendeiner undurchsichtigen Firma auf den Kaimaninseln gehört.
Nach Einleitung der Insolvenz nahm der ursprüngliche FC Bohemians Prag dreieinhalb Jahre lang nicht am Spielbetrieb teil. Zur Saison 2009/10 meldete Präsident Michal Vejsada eine Mannschaft in der untersten Prager Spielklasse, der III. třída, an. Vejsada sah seinen Klub als den einzig echten FC Bohemians an und lieferte sich jahrelang juristische Auseinandersetzungen mit neu gegründeten Nachfolgeverein. Zum 1. Juli 2012 wurde der FC Bohemians Prag aus dem tschechischen Fußballverband ausgeschlossen – die neu verabschiedete Satzung machte dieses Vorgehen möglich.

### Namensstreit

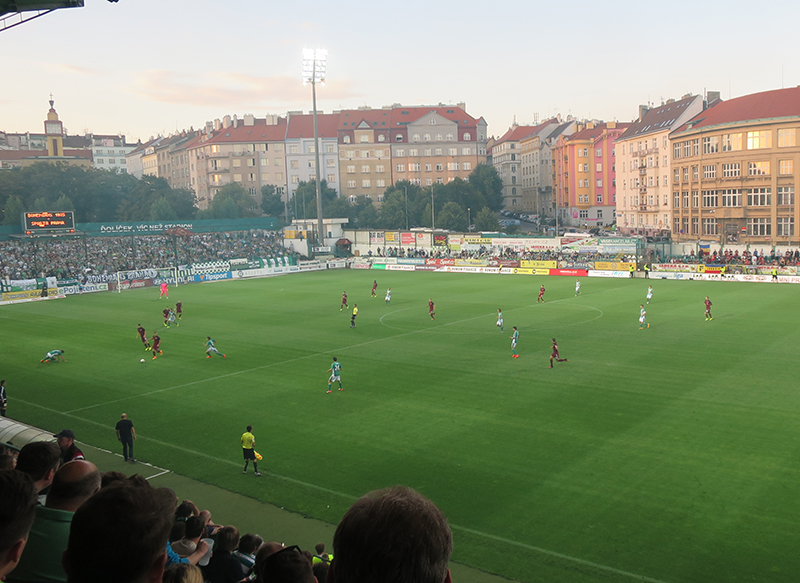
Bohemians gegen Sparta, 2016

Zum Saisonstart schwelte der Konflikt um den Vereinsnamen FC Bohemians Praha wieder auf. Der tschechische Fußballverband machte deutlich, dass er nur einen Verein namens Bohemians in seinen Ligen akzeptieren würde, und zwar jenen, der die Tradition der Vorgänger weiterführen würde. In den Augen der Verbandsfunktionäre war dies eindeutig der AFK Vršovice a.s., der etwa einen Monat vor Saisonstart seinen Namen auf Bohemians 1905 a.s. geändert hatte. Da sich der FC Střížkov Praha 9 weigerte, seine Umbenennung auf FC Bohemians Praha rückgängig zu machen, wurde er kurzerhand vom Spielbetrieb ausgeschlossen. Als der Präsident des FC Střížkov Praha 9, Karl Kapr, mit einer Berufung beim Verband keinen Erfolg hatte, klagte er bei einem Zivilgericht. Das ordnete per einstweiliger Verfügung die Wiedereingliederung des FK Bohemians Prag (vormals FC Střížkov Praha 9) in den laufenden Spielbetrieb ein.

### Nach der Insolvenz
Inzwischen spielt Bohemians wieder in der ersten tschechischen Liga. In der Saison 2013/14 konnte am letzten Spieltag der 14. Platz und damit der Klassenerhalt gesichert werden. Im November 2013 kam es zur Einigung zwischen dem Eigentümer des FC Bohemians Prag, Michael Vejsada, und Bohemians 1905 Prag. Der tschechische Fußballverband nahm die Rolle des Mittlers ein und erwarb von Vejsada Aktien und Forderungen des sich in Konkurs befindlichen FC Bohemians Prag für eine nicht genannte Summe. Im Anschluss überführte der Verband Aktien und Forderungen in das Eigentum von Bohemians 1905 Prag. Dadurch ging der FC Bohemians Prag de facto in Bohemians 1905 Prag auf und existiert nicht mehr. Bohemians 1905 Prag ist durch diesen Aktientransfer nun auch rechtlich Nachfolger des 1905 gegründeten AFK Vršovice. 2012 benannte sich der Klub in Bohemians Praha 1905 um. Im Juli 2014 kehrte der Klub zum alten Vereinslogo zurück. Mit dem 4. Tabellenplatz in der Fortuna Liga 2022/23 sicherten sich die Bohemians einen Platz in der UEFA Europa Conference League 2023/24 für die 2. Qualifikationsrunde. Das Heimspiel gegen den FK Bodø/Glimt wird allerdings in der Prager Epet Arena stattfinden.

## Internationale Wettbewerbe

### Mitropa- und Intertoto-Cup
| Saison  | Wettbewerb                 | Runde        | Gegner               | Gesamt | Hin        | Rück    |
| ------- | -------------------------- | ------------ | -------------------- | ------ | ---------- | ------- |
| 1961    | Mitropa-Cup                | Gruppenphase | FK Austria Wien      | 1:2    | 1:2 (H)    |         |
| 1961    | Mitropa-Cup                | Gruppenphase | FC Bologna           | 1:3    | 1:3 (H)    |         |
| 1961    | Mitropa-Cup                | Gruppenphase | Sampdoria Genua      | 1:1    | 1:1 (A)    |         |
| 1962/63 | International Football Cup | Gruppenphase | Újpest Budapest      | 4:5    | 2:3 (H)    | 2:2 (A) |
| 1962/63 | International Football Cup | Gruppenphase | AC Mantova           | 4:5    | 3:2 (A)    | 1:3 (H) |
| 1962/63 | International Football Cup | Gruppenphase | Stade Français Paris | 3:5    | 2:3 (H)    | 1:2 (A) |
| 1967    | Intertoto-Cup              | Gruppenphase | IFK Göteborg         | 2:5    | 1:2 (A)    | 1:3 (H) |
| 1967    | Intertoto-Cup              | Gruppenphase | Young Fellows Zürich | 9:1    | 4:0 (H)    | 5:1 (A) |
| 1967    | Intertoto-Cup              | Gruppenphase | FC Carl Zeiss Jena   | 1:2    | 0:1 (A)    | 1:1 (H) |
| 1969/70 | Mitropa-Cup                | 1. Runde     | FK Austria Wien      | 2:4    | 1:2 (A)    | 1:2 (H) |
| 1974    | Intertoto-Cup              | Gruppenphase | Kjøbenhavns Boldklub | 2:2    | 1:1 (A)    | 1:1 (H) |
| 1974    | Intertoto-Cup              | Gruppenphase | Fortuna Düsseldorf   | 5:2    | 4:1 (H)    | 1:1 (A) |
| 1974    | Intertoto-Cup              | Gruppenphase | Standard Lüttich     | 3:4    | 3:1 (H)    | 0:3 (A) |
| 1975    | Intertoto-Cup              | Gruppenphase | GAIS Göteborg        | 3:1    | 1:0 (H)    | 2:1 (A) |
| 1975    | Intertoto-Cup              | Gruppenphase | 1. FC Kaiserslautern | 2:3    | 2:1 (H)    | 0:2 (A) |
| 1975    | Intertoto-Cup              | Gruppenphase | BSC Young Boys       | 4:2    | 2:1 (A)    | 2:1 (H) |
| 1978    | Intertoto-Cup              | Gruppenphase | MSV Duisburg         | 2:3    | 1:1 (H)    | 1:2 (A) |
| 1978    | Intertoto-Cup              | Gruppenphase | IFK Norrköping       | 2:1    | 1:1 (H)    | 1:0 (A) |
| 1978    | Intertoto-Cup              | Gruppenphase | SK Rapid Wien        | 4:2    | 0:0 (A)    | 1:1 (H) |
| 1979    | Intertoto-Cup              | Gruppenphase | FC Zürich            | 4:3    | 2:2 (H)    | 2:1 (A) |
| 1979    | Intertoto-Cup              | Gruppenphase | Odense BK            | 6:1    | 4:1 (H)    | 2:0 (A) |
| 1979    | Intertoto-Cup              | Gruppenphase | IFK Göteborg         | 3:6    | 3:2 (H)    | 0:4 (A) |
| 1980    | Intertoto-Cup              | Gruppenphase | Kastrup BK           | 4:2    | 2:0 (H)    | 2:2 (A) |
| 1980    | Intertoto-Cup              | Gruppenphase | Lillestrøm SK        | 4:1    | 2:0 (H)    | 2:1 (A) |
| 1980    | Intertoto-Cup              | Gruppenphase | Werder Bremen        | 6:2    | 1:1 (A)    | 5:1 (H) |
| 1981    | Intertoto-Cup              | Gruppenphase | Grasshopper Zürich   | 6:1    | 3:1 (H)    | 3:0 (A) |
| 1981    | Intertoto-Cup              | Gruppenphase | Hertha BSC           | 1:4    | 1:2 (H)    | 0:2 (A) |
| 1981    | Intertoto-Cup              | Gruppenphase | IFK Göteborg         | 3:3    | 1:2 (A)    | 2:1 (H) |
| 1982    | Intertoto-Cup              | Gruppenphase | BSC Young Boys       | 8:1    | 3:1 (A)    | 5:0 (H) |
| 1982    | Intertoto-Cup              | Gruppenphase | LASK Linz            | 6:2    | 4:1 (A)    | 2:1 (H) |
| 1982    | Intertoto-Cup              | Gruppenphase | Gwardia Warschau     | 2:0    | 1:0 (H)    | 1:0 (A) |
| 1983    | Intertoto-Cup              | Gruppenphase | SC Eisenstadt        | 4:3    | 1:1 (A)    | 3:2 (H) |
| 1983    | Intertoto-Cup              | Gruppenphase | Viking Stavanger     | 3:3    | 2:2 (H)    | 1:1 (A) |
| 1983    | Intertoto-Cup              | Gruppenphase | Odense BK            | 4:3    | 2:1 (H)    | 2:2 (A) |
| 1984    | Intertoto-Cup              | Gruppenphase | FC St. Gallen        | 7:3    | 2:3 (A)    | 5:0 (H) |
| 1984    | Intertoto-Cup              | Gruppenphase | Lyngby BK            | 7:2    | 5:1 (H)    | 2:1 (A) |
| 1984    | Intertoto-Cup              | Gruppenphase | Bor. Mönchengladbach | 6:2    | 2:0 (A)    | 4:2 (H) |
| 1985    | Intertoto-Cup              | Gruppenphase | Videoton FC          | 5:3    | 5:2 (H)    | 0:1 (A) |
| 1985    | Intertoto-Cup              | Gruppenphase | FC St. Gallen        | 5:4    | 4:2 (H)    | 1:2 (A) |
| 1985    | Intertoto-Cup              | Gruppenphase | AIK Solna            | 2:3    | 1:2 (A)    | 1:1 (H) |
| 1986/87 | Mitropa-Cup                | Halbfinale   | Vasas Budapest       | 1:0    | 04:2 (H) 1 |         |
| 1986/87 | Mitropa-Cup                | Finale       | Ascoli Calcio        | 0:1    | 00:1 (A) 2 |         |
| 1987    | Intertoto-Cup              | Gruppenphase | Videoton FC          | 3:5    | 1:4 (A)    | 2:1 (H) |
| 1987    | Intertoto-Cup              | Gruppenphase | Grasshopper Zürich   | 2:4    | 1:1 (H)    | 1:3 (A) |
| 1987    | Intertoto-Cup              | Gruppenphase | Malmö FF             | 2:4    | 2:1 (H)    | 0:3 (A) |
| 1990    | Intertoto-Cup              | Gruppenphase | 1. FC Kaiserslautern | 1:5    | 1:1 (A)    | 0:4 (H) |
| 1990    | Intertoto-Cup              | Gruppenphase | Energie Cottbus      | 1:4    | 1:2 (H)    | 0:2 (A) |
| 1990    | Intertoto-Cup              | Gruppenphase | Malmö FF             | 0:1    | 0:0 (H)    | 0:1 (A) |
| 1991    | Mitropa-Cup                | Gruppenphase | Pisa Calcio          | 0:0    | 00:0 (A) 3 |         |
| 1991    | Mitropa-Cup                | Gruppenphase | FK Rad Belgrad       | 4:2    | 04:2 (H) 3 |         |

### Europapokalbilanz
| Saison  | Wettbewerb                    | Runde                  | Gegner              | Gesamt          | Hin     | Rück          |
| ------- | ----------------------------- | ---------------------- | ------------------- | --------------- | ------- | ------------- |
| 1975/76 | UEFA-Pokal                    | 1. Runde               | Honvéd Budapest     | 2:3             | 1:2 (H) | 1:1 (A)       |
| 1979/80 | UEFA-Pokal                    | 1. Runde               | FC Bayern München   | 2:4             | 0:2 (H) | 2:2 (A)       |
| 1980/81 | UEFA-Pokal                    | 1. Runde               | Sporting Gijón      | 4:3             | 3:1 (H) | 1:2 (A)       |
| 1980/81 | UEFA-Pokal                    | 2. Runde               | Ipswich Town        | 2:3             | 0:3 (A) | 2:0 (H)       |
| 1981/82 | UEFA-Pokal                    | 1. Runde               | FC Valencia         | 0:2             | 0:1 (H) | 0:1 (A)       |
| 1982/83 | UEFA-Pokal                    | 1. Runde               | FC Admira Wacker    | 7:1             | 5:0 (H) | 2:1 (A)       |
| 1982/83 | UEFA-Pokal                    | 2. Runde               | AS Saint-Étienne    | 4:0             | 0:0 (A) | 4:0 (H)       |
| 1982/83 | UEFA-Pokal                    | 3. Runde               | Servette Genf       | 4:3             | 2:2 (A) | 2:1 (H)       |
| 1982/83 | UEFA-Pokal                    | Viertelfinale          | Dundee United       | 1:0             | 1:0 (H) | 0:0 (A)       |
| 1982/83 | UEFA-Pokal                    | Halbfinale             | RSC Anderlecht      | 1:4             | 0:1 (H) | 1:3 (A)       |
| 1983/84 | Europapokal der Landesmeister | 1. Runde               | Fenerbahçe Istanbul | 5:0             | 1:0 (A) | 4:0 (H)       |
| 1983/84 | Europapokal der Landesmeister | 2. Runde               | SK Rapid Wien       | (a)2:2(a)       | 2:1 (H) | 0:1 (A)       |
| 1984/85 | UEFA-Pokal                    | 1. Runde               | Apollon Limassol    | 8:3             | 6:1 (H) | 2:2 (A)       |
| 1984/85 | UEFA-Pokal                    | 2. Runde               | Ajax Amsterdam      | 1:1 (4:2 i. E.) | 0:1 (A) | 1:0 n. V. (H) |
| 1984/85 | UEFA-Pokal                    | 3. Runde               | Tottenham Hotspur   | 1:3             | 0:2 (A) | 1:1 (H)       |
| 1985/86 | UEFA-Pokal                    | 1. Runde               | Győri ETO FC        | 5:4             | 1:3 (A) | 4:1 n. V. (H) |
| 1985/86 | UEFA-Pokal                    | 2. Runde               | 1. FC Köln          | 2:8             | 0:4 (A) | 2:4 (H)       |
| 1987/88 | UEFA-Pokal                    | 1. Runde               | KSK Beveren         | 1:2             | 0:2 (A) | 1:0 (H)       |
| 2023/24 | UEFA Europa Conference League | 2. Qualifikationsrunde | FK Bodø/Glimt       | 2:7             | 0:3 (A) | 2:4 (H)       |

Gesamtbilanz: 38 Spiele, 14 Siege, 7 Unentschieden, 17 Niederlagen, 54:53 Tore (Tordifferenz +1)

## Trainer
- Svatopluk Pluskal (1968–1969, 1974–1975) Co-Trainer, (1969–1970) Trainer,
- Bohumil Musil (1972–1975)
- Dušan Uhrin (1987–1988)
- Zdeněk Hruška (1992–1995) Co-Trainer, (1995, 2003) Trainer,
- Dušan Uhrin junior (2002) Co-Trainer, (2002–2003, 2004) Trainer,
- Roman Pivarník (2014–2015)
- Martin Hašek (2017–)

## Spieler
| Spieler           | Position          | Zeitraum (als Aktiver) | Anmerkungen                                                                  |
| Karel Bejbl       | Stürmer           | 1925; 1926; 1928–1935  | Nationalspieler, späterer Nationaltrainer der Tschechoslowakei               |
| Přemysl Bičovský  | Mittelfeldspieler | 1976–1983              | Nationalspieler, später Trainer                                              |
| Pavel Chaloupka   | Mittelfeldspieler | 1979–1989              | Nationalspieler                                                              |
| Karol Dobiaš      | Abwehrspieler     | 1977–1980              | Nationalspieler, späterer Erstligatrainer                                    |
| Vladimír Hruška   | Stürmer           | 1978/79; 1981–1988     | Nationalspieler                                                              |
| Zdeněk Hruška     | Torhüter          | 1976–1985; 1988/89     | 24-facher Nationalspieler, WM-Teilnehmer 1982, später Trainer                |
| František Jakubec | Abwehrspieler     | 1978–1986; 1989/90     | 25-facher Nationalspieler                                                    |
| Václav Jíra       | Mittelfeldspieler | 1945–1954              | später Trainer und Funktionär                                                |
| Ladislav Kareš    | Stürmer           | 1941–1944              | 86 Erstligatore, zweifacher Nationalspieler                                  |
| Jozef Kukučka     | Abwehrspieler     | 1984–1986              | Nationalspieler, WM-Teilnehmer 1982                                          |
| Stanislav Levý    | Abwehrspieler     | 1979–1988              | Nationalspieler, später Trainer                                              |
| Jan Morávek       | Mittelfeldspieler | 2007–2009              | Nationalspieler, spielte 11 Jahre lang in den Jugendmannschaften des Vereins |
| Jiří Ondra        | Linksverteidiger  | 1978–1987              | 20-facher Nationalspieler                                                    |
| Antonín Panenka   | Mittelfeldspieler | 1967–1981              | Nationalspieler, später Co-Trainer, heute Präsident                          |
| Zdenek Prokeš     | Abwehrspieler     | 1974–1985              | 19-facher Nationalspieler                                                    |
| Jiří Rubaš        | Abwehrspieler     | 1942–1944; 1946–1954   | Nationalspieler, später Trainer                                              |

## Stadion
Erst 1912 fand der AFK Vršovice, nach mehreren Jahren auf diversen Plätzen, in der Nähe der Fabrik „Waldes“ dauerhaft Heimat auf einem Platz, der bald Ďolíček, also Mulde, genannt wurde. Dieser befand sich in der Nähe des späteren Stadion Eden des SK Slavia Praha. Am 27. März 1932 wurde das Danner-Stadion (im Original Dannerův Stadion) eröffnet, das auch heute noch als Heimspielstätte Bohemians' dient.
Das nach dem Vereinsvorsitzenden Zdeněk Danner benannte Stadion fasste anfangs 18.000 Zuschauer. Da das kommunistische Regime die Bezeichnung Dannerův Stadion nicht duldete, übertrugen die Zuschauer den Namen „Ďolíček“ vom alten Platz auf das neue Stadion. Auch bedingt durch die Enge des Platzes wurde im Laufe der Zeit wenig am Stadion verändert. Die große, überdachte Sitzplatztribüne steht heute noch in wenig veränderter Form.
1996 wurde vor einem Tina-Turner-Konzert die Hintertortribüne auf der Straßenbahnseite abgerissen. Anfang des 21. Jahrhunderts drohte der Wegzug der Bohemians aus ihrer historischen Spielstätte, die einem Immobilienkonsortium namens Bohemians Real gehört, der mit dem Verein nichts gemeinsam hat. Nach Umbauarbeiten 2003 verringerte sich die Kapazität von ca. 13.000 auf etwa 9.000 Plätze.
Vor der Saison 2007/08 musste das Stadion renoviert werden, um für Erstligaspielen zugelassen zu werden. Dabei wurde auch alle Stehplätze in Sitzplätze umgewandelt, die Kapazität sank abermals, diesmal auf 7.167 Plätze.
Während der Spielzeiten von August 2010 bis Juni 2012 musste die erste Mannschaft, sehr zum Unwillen der Fans, ins Stadion Eden ausweichen, welches sich nur ca. 1.200 Meter weiter östlich ebenfalls im Stadtteil Vršovice befindet. Das Stadion Ďolíček wurde weiterhin als Spielstätte der B-Mannschaft genutzt. Durch den Abstieg aus der ersten Spielklasse konnte man zur Saison 2012/13 in das Heimstadion zurückkehren. Mit Beginn der Sommerpause 2013 wurde im Ďolíček eine durch Spenden der Fans finanzierte Rasenheizung eingebaut. In der Saison 2013/14 hat Bohemians seine Heimspiele auch in der Gambrinus Liga im Ďolíček ausgetragen. Die Kapazität beträgt inzwischen nur noch 5.000 Plätze.

## Vereinsnamen
- 1905: AFK Vršovice
- 1927: AFK Bohemians
- 1940: AFK Bohemia
- 1945: AFK Bohemians
- 1948: Železničáři Prag
- 1952: Spartak Prag Stalingrad
- 1961: ČKD Prag
- 1961: Bohemians ČKD Prag
- 1993: FC Bohemians Prag
- 1999: CU Bohemians Prag
- 2002: FC Bohemians Prag
- 2005: Bohemians 1905
- 2012: Bohemians Prag 1905

## Fans
Ein Großteil der Fanszene bezeichnet sich selbst als antifaschistisch und antirassistisch, darunter auch die Ultragruppierung Bohemians. Die Mitglieder der Ultras sind unterschiedlichsten Szenen zuzuordnen: Punks, Skins oder Hip-Hopper. Aufgrund ihrer politischen Ansichten pflegen die Fans enge Kontakte zum FC St. Pauli und zu Celtic Glasgow, außerdem zu den Bandito Azzuro Ultras aus Jöhstadt im Erzgebirge. Weiter gibt es Hooligangruppierungen wie die Tornado Boys oder die Banditos.